# Dolania americana
Dolania americana är en dagsländeart som beskrevs av Edmunds och Jay R. Traver 1959. Dolania americana ingår i släktet Dolania och familjen Behningiidae. Inga underarter finns listade i Catalogue of Life.